# Бащи – основатели на САЩ
Бащите основатели на Съединените американски щати са политически лидери и държавници, които полагат основите на съвременната държава САЩ. Те участват в Американската революция чрез подписване на Декларацията за независимост на САЩ, в Американската война за независимост, съставят Конституцията на САЩ или допринасят по друг начин за основаването на държавата. В голямата група, известна като „бащи основатели“, има две основни подгрупи: „подписалите Декларацията за независимост“ и „създателите на Конституцията“.
Някои историци определят „бащите основатели“ като по-голяма група от хора, включваща не само подписалите Декларацията за независимост и създателите на Конституцията, но също и всички онези, които участват в извоюването на американската независимост и основаването на Съединените американски щати, като политици, юристи, държавници, войници, дипломати или обикновени граждани. В книгата си от 1973 г. Seven Who Shaped Our Destiny: The Founding Fathers as Revolutionaries („Седмина, които оформиха съдбата ни: бащите основатели като революционери“) американският историк Ричард Морис посочва следните седмина души като ключовите бащи основатели:
- Джордж Вашингтон
- Джон Адамс
- Джон Джей
- Томас Джеферсън
- Александър Хамилтън
- Джеймс Мадисън
- Бенджамин Франклин

Издателят на вестник Уорън Хардинг, тогава републикански сенатор от Охайо, използва фразата „бащи основатели“ в своето приветствие на Републиканската национална конвенция от 1916 г. Използва я няколко пъти, като най-известната употреба на фразата е по време на неговото встъпително обръщение като президент на САЩ през 1921 г.
Списъкът от личности, свързани с основаването на страната, е значително по-голям. Например, ако за критерий се вземат подписите, положени между 1774 и 1789 г. под четирите основни документа на Континенталния конгрес - Континенталната асоциация (Continental Association), Декларацията за независимост, Уставът на конфедерацията (Articles of Confederation) и Конституцията, общо 145 души са подписали поне един документ. Само шестима души подписват три от четирите и само един – Роджър Шерман (Roger Sherman) от Кънектикът – подписва и четирите.